# Павлов (Брянская область)
Павлов — посёлок в Унечском районе Брянской области России. Входит в состав Красновичского сельского поселения.

## География
Посёлок находится в центральной части Брянской области, в зоне хвойно-широколиственных лесов, на правом берегу реки Ельни, к востоку от автодороги 15К-2702, на расстоянии примерно 8 километров (по прямой) к северо-западу от города Унечи, административного центра района. Абсолютная высота — 183 метра над уровнем моря.

### Климат
Климат характеризуется как умеренно континентальный, с тёплым летом и умеренно холодной зимой. Среднегодовая многолетняя температура воздуха составляет 5,6 °С. Абсолютный максимум температуры воздуха составляет 34 °C; абсолютный минимум — −29,8 °C. Продолжительность вегетационного периода — 170—200 дней. Среднегодовое количество атмосферных осадков составляет 547 мм, из которых большая часть выпадает в тёплый период.

### Часовой пояс
Посёлок Павлов, как и вся Брянская область, находится в часовой зоне МСК (московское время). Смещение применяемого времени относительно UTC составляет +3:00.

## Население
| 2010 | 2013 |
| ---- | ---- |
| 59   | ↘51  |

### Национальный состав
Согласно результатам переписи 2002 года, в национальной структуре населения русские составляли 99 % из 81 чел.